# 스테판 로베츠키
스테판 로베츠키(폴란드어 : Stefan Paweł Rowecki, 1895년 12월 25일 ~ 1944년 8월)는 폴란드의 군인이다. 제1차 세계 대전, 폴란드-소련 전쟁, 제2차 세계 대전에 참전했고 점령된 폴란드에서 폴란드 국내군을 이끌다가 게슈타포에게 붙잡혀 작센하우젠 수용소에서 하인리히 힘러의 명령으로 처형되었다.